# Campo Pericoli
Campo Pericoli (o Conca dell'Oro) è una vasta conca di origine glaciale, situata a circa 2 000 m di quota in provincia di Teramo, in Abruzzo, nel cuore del massiccio del Gran Sasso d'Italia e del Parco nazionale del Gran Sasso e Monti della Laga.

## Origini del nome
Il nome deriverebbe, non dalla pericolosità della valle — la cui struttura geomorfologica è invero piuttosto dolce, specie se confrontata ad altre valli del massiccio —, bensì dall'antico oronimo «Campo aprico», forma dialettale per «Campo aperto».

## Geografia
Campo Pericoli costituisce il cuore del Gran Sasso d'Italia sviluppandosi all'interno della dorsale centrale, circondato da tutte le maggiori vette del massiccio quali Corno Grande e Corno Piccolo a nord-est, Monte Aquila ad est, cresta del Monte Portella a sud-est, Pizzo Cefalone a sud-ovest, Pizzo d'Intermesoli e Monte Corvo a nord-ovest.

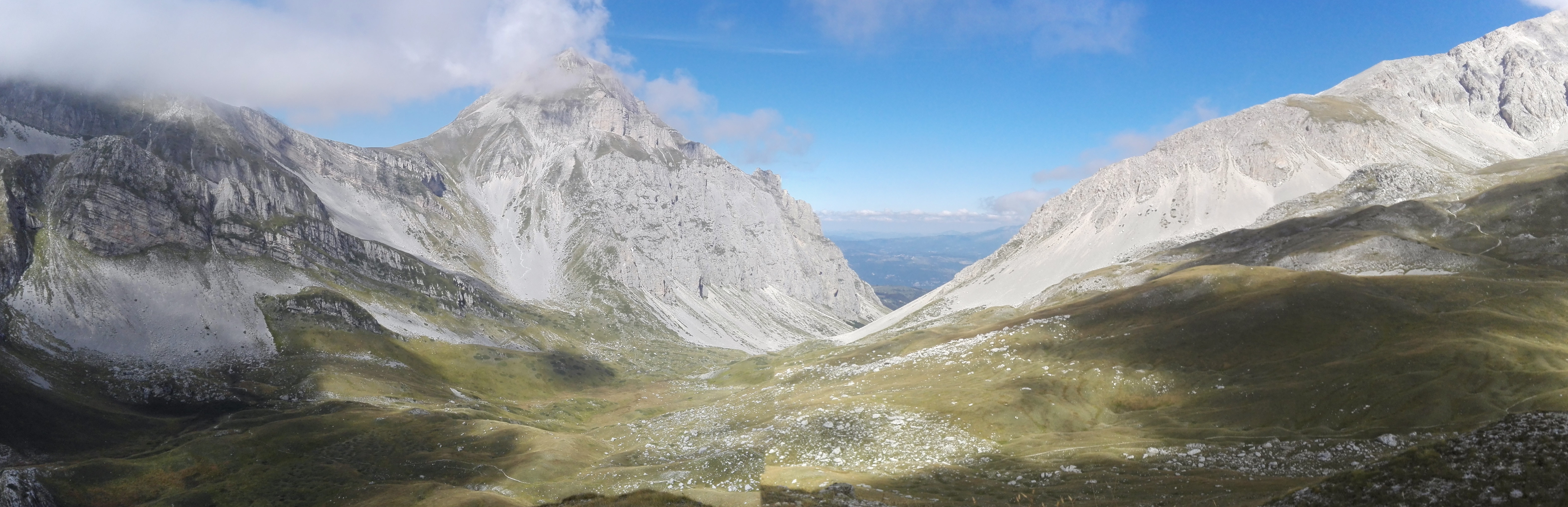
Campo Pericoli (al centro la Val Maone e sullo sfondo il Pizzo d'Intermesoli).

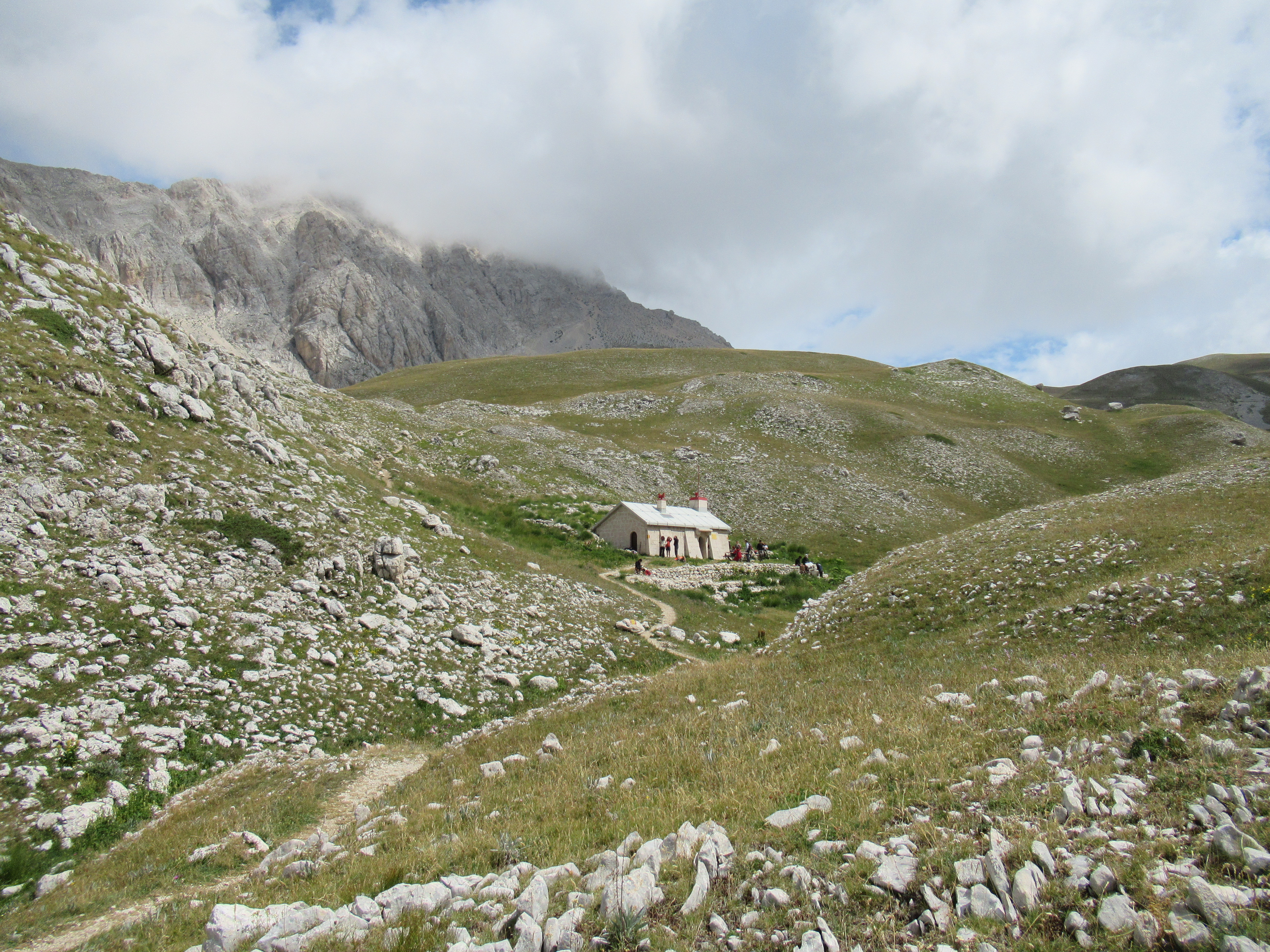
Il rifugio Giuseppe Garibaldi al centro della valle.

Dai suoi margini settentrionali dipartono profonde e scoscese valli di origine glaciale — come la valle del Chiarino, la val Maone, e la valle dell'Inferno — mentre sul lato meridionale, alcuni valichi (tra i principali, il passo della Portella e il passo del Lupo a sud-ovest e la sella di Monte Aquila a sud-est) lo collegano al sottostante altopiano di Campo Imperatore, con cui costituisce la base per l'ascensione alle vette maggiori. È inoltre luogo di passaggio per la celebre traversata del Gran Sasso che collega Campo Imperatore con Prati di Tivo.
Al centro della conca è situato il rifugio Giuseppe Garibaldi, il primo rifugio d'Italia, realizzato dalla sezione romana del Club Alpino Italiano tra il 1884 e il 1886, ed agibile solo nei mesi estivi ed in parte della primavera e dell'autunno. A ridosso della conca, sulla cresta del Portella è collocato invece il rifugio Duca degli Abruzzi.
La conca si sviluppa tra i 1 800 e i 2 300 m di quota nel territorio comunale di Pietracamela, a ridosso del confine tra la provincia dell'Aquila e quella di Teramo.

### Accessibilità
- da Campo Imperatore (attraverso il passo del Portella o la sella di Monte Aquila) in circa 0.40 ore;
- da Prati di Tivo (attraverso la Val Maone) in circa 2.00 ore;

Altri percorsi minori consentono di raggiungere Campo Pericoli da Prato Selva (attraverso la Valle del Venacquario) e dal lago di Provvidenza attraverso la Val Chiarino e la sella dei Grilli.

### Ascensioni

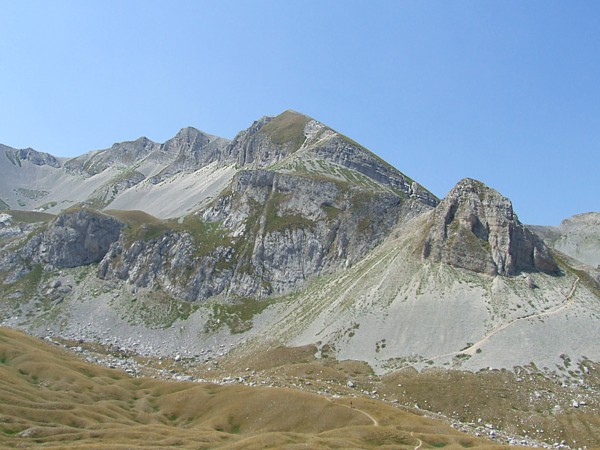
Monte Portella da Campo Pericoli

- Corno Grande
- Monte Aquila
- Monte Portella
- Pizzo Cefalone
- Pizzo d'Intermesoli
- Monte Corvo

### Traversate
- Traversata bassa Campo Imperatore-Prati di Tivo (attraverso la sella di Monte Aquila, Campo Pericoli, la Val Maone e la valle del Rio Arno) di circa 6.00 ore.

## Curiosità
Lo sfondo montano di Campo Pericoli è stato utilizzato coma icona, assieme al logo ufficiale, del G8 dell'Aquila.